# 聖アントニウスの誘惑 (ロップスの絵画)
『聖アントニウスの誘惑』（せいアントニウスのゆうわく、仏: La Tentation de saint Antoine）は、1878年にフェリシアン・ロップスが描いたパステル絵画で、一連の象徴主義かつ反教権主義の作品の一つ。
ピエール・マッコルランによると、「この絵画の少し面映ゆい面を指摘することができる」としても、「ロップスの多くの顧客達は、この作品を傑作とみなしている」という。
1884年にブリュッセルで開かれた最初の「20人展」にフェリシアン・ロップスが招待されてこの作品は展示された。1962年にブリュッセルのベルギー王立図書館が購入し、現在も所蔵している。